# Claviculă
Clavicula (Clavicula) este un os lung, dublu curbat și pereche, care formează porțiunea anterioară a centurii scapulare. Este situată transversal între acromionul scapulei și manubriul sternului, la limita dintre torace și gât. Prezintă un corp (care are două fețe, superioară și inferioară, și două margini, anterioară și posterioară) și două extremități: extremitatea medială (sternală) și extremitatea laterală (acromială). Extremitatea medială a claviculei se articulează cu manubriul sternului și primul cartilaj costal formând articulația sternoclaviculară. Extremitatea laterală a claviculei se articulează cu acromionul scapulei formând articulația acromioclaviculară. Scheletul uman este format din doua clavicule, care fac legatura cu sternul si omoplatii.

## Alcătuire

### Corpul claviculei
Prezintă două fețe și două margini: fața superioară, fața inferioară, marginea anterioară și marginea posterioară.

### Extremitatea medială
Este voluminoasă și prezintă o față sternală destinată articulării cu manubriul sternal.

### Extremitatea acromială
Extremitatea laterală sau extremitatea acromială (Extremitas acromialis) este mult mai mică decât cea sternală. Turtită puternic de sus în jos, alungită antero-posterior, ea se termină lateral cu o fața articulară acromială,  destinată articulării claviculei cu acromionul scapulei.
- Fața articulară acromială (Facies articularis acromialis) se găsește pe marginea laterală a extremității acromiale a claviculei, are axul mare antero-posterior și este orientată lateral, în jos și anterior; această față este mică și ovalară și se articulează cu fața articulară claviculară (Facies articularis clavicularis) de pe marginea medială a acromionului, formând articulația acromioclaviculară (Articulatio acromioclavicularis). Pe marginile feței articulare acromiale se inseră capsula articulară a articulației acromioclaviculare, iar pe fața superioară a extremității laterale a claviculei se inseră ligamentul capsular acromioclavicular (Ligamentum acromioclaviculare) al articulației acromioclaviculare.

## Nomenclatura anatomică a claviculei umane
În tabel sunt redate denumirile după Terminologia Anatomica (TA) din 1998.
| Codul        | Termenul latin                           | Termenul român                                | Termenul englez                          | Termenul francez                                                                                           |
| ------------ | ---------------------------------------- | --------------------------------------------- | ---------------------------------------- | --- |
| A02.4.02.001 | Clavicula                                | Claviculă                                     | Clavicle                                 | Clavicule                                                                                                  |
| A02.4.02.002 | Extremitas sternalis                     | Extremitatea sternală, Extremitatea medială   | Sternal end                              | Extrémité sternale de la clavicule, Extrémité médiale de la clavicule, Extrémité interne de la clavicule   |
| A02.4.02.003 | Facies articularis sternalis             | Fața articulară sternală                      | Sternal facet                            | Facette articulaire sternale de la clavicule                                                               |
| A02.4.02.004 | Impressio ligamenti costoclavicularis    | Impresiunea ligamentului costoclavicular      | Impression for costoclavicular ligament  | Empreinte du ligament costo-claviculaire, Tubérosité costale de la clavicule                               |
| A02.4.02.005 | Corpus claviculae                        | Corpul claviculei                             | Shaft of clavicle; Body of clavicle      | Corps de la clavicule                                                                                      |
| A02.4.02.006 | Sulcus musculi subclavii                 | Șanțul mușchiului subclavicular               | Subclavian groove; Groove for subclavius | Sillon du muscle subclavier, Gouttière du sous-clavier                                                     |
| A02.4.02.007 | Extremitas acromialis                    | Extremitatea acromială, Extremitatea laterală | Acromial end                             | Extrémité acromiale de la clavicule, Extrémité latérale de la clavicule, Extrémité externe de la clavicule |
| A02.4.02.008 | Facies articularis acromialis            | Fața articulară acromială                     | Acromial facet                           | Facette acromiale de la clavicule                                                                          |
| A02.4.02.009 | Tuberositas ligamenti coracoclavicularis | Tuberozitatea ligamentului coraco-clavicular  | Tuberosity for coracoclavicular ligament | Tubérosité du ligament coraco-claviculaire, Tubérosité coracoïdienne                                       |
| A02.4.02.010 | Tuberculum conoideum                     | Tuberculul conoid                             | Conoid tubercle                          | Tubercule conoïde                                                                                          |
| A02.4.02.011 | Linea trapezoidea                        | Linia trapezoidă                              | Trapezoid line                           | Ligne trapèzoïde                                                                                           |